# Santa Severa
Santa Severa is een kleine badplaats in de Italiaanse gemeente Santa Marinella, provincie Rome.

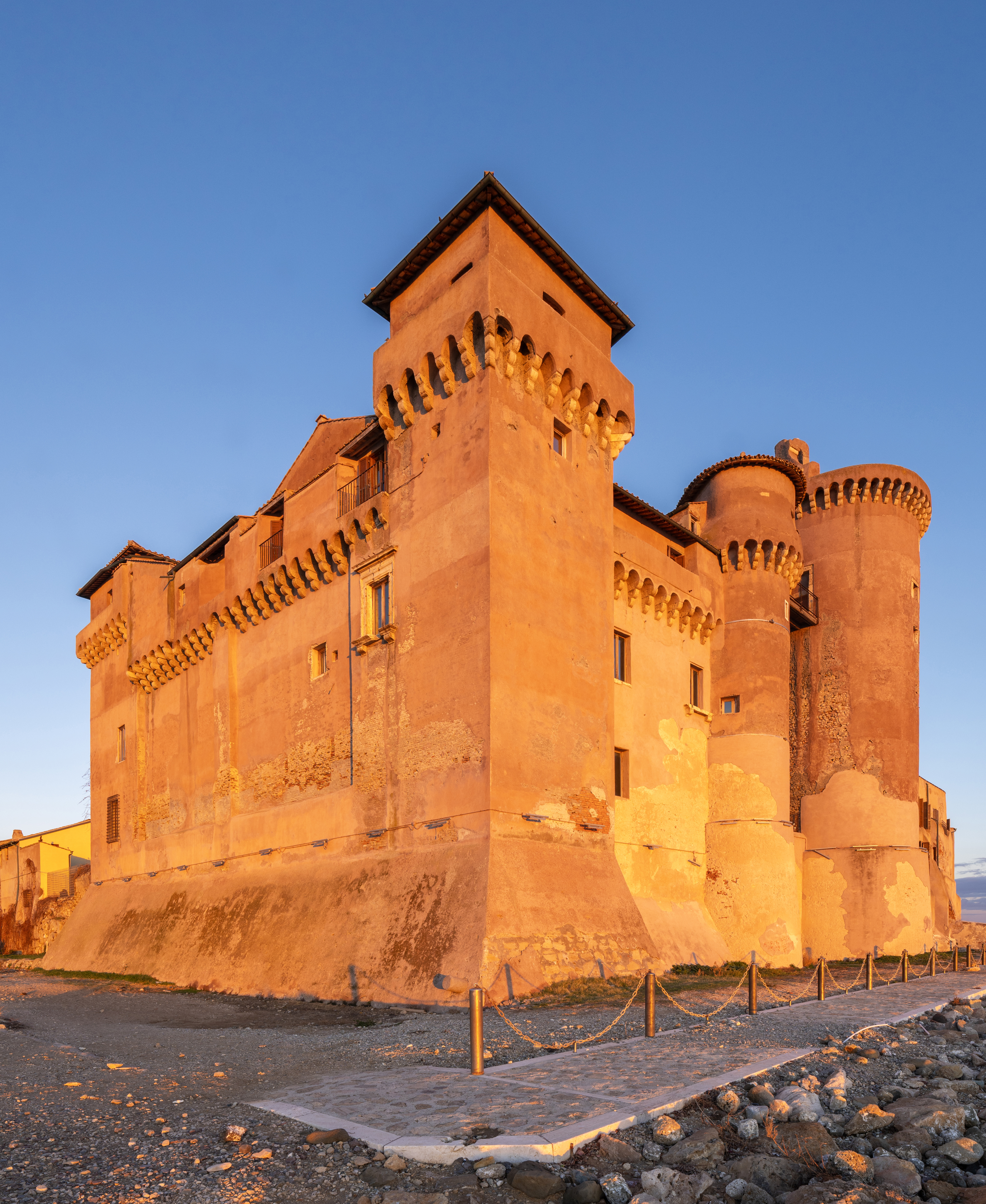
Strand bij het kasteel

## Weblinks
- Museum Santa Severa (italienisch)
- Archeologia con fantasmi (Italiaans)